# Antodynerus dictatorius
Antodynerus dictatorius (лат.) — вид одиночных ос рода Antodynerus из семейства Vespidae (Eumeninae).

## Распространение
Африка: ЮАР (North West, Eastern Cape, Gauteng, ?Western Cape).

## Описание
Среднего размера осы с оранжево-черной окраской тела, длина около 1 см. Большая часть тела чёрная; следующие части оранжевого цвета: наличник, двулопастное пятно над межусиковом пространством, удлиненное пятно на верхней трети щеки, жвалы, кроме внутреннего края, усики с затемнёнными члениками жгутика F5 — F10 сверху, дорсальная сторона переднеспинки, вершина паратегулы, тегула, ноги после основания бёдер, дорсальная сторона первого тергита брюшка T1, за исключением широкой медиальной выемки, апикальная полоса на T2 сужается посередине и резко расширяется по бокам, почти достигает базального края, апикальная полоса на T3 сужается медиально и резко расширяется по бокам, T4 — T6 полностью, узкая апикальная полоса на стернитах S2 — S5, апикальная половина S6. Крылья светло-янтарные с золотистыми отблесками в основной половине, слабо насыщенные со слабыми пурпурными отблесками в вершинной половине, костальная жилка ярко-оранжевого цвета. Нижнечелюстные щупики 6-члениковые, нижнегубные щупики состоят из 4 сегментов.
Распознается по следующей комбинации признаков: наличник самки с узкой апикальной выемкой, головные ямки расположены в субтреугольной неглубокой выемке, наличник самца шире длины и полукругло выемчатый, членик жгутика F11 пальцевидной формы, равномерно изогнутый, киль переднеспинки полный и закругленный на плечах, поперечный киль заднеспинки дугообразный и тусклый, задняя доля тегулы длинная и узкая, заднебоковые углы проподеума с короткими бугорками, апикальный край первого тергита брюшка Т1 полупрозрачный, Т2 с апикальной загнутой ламеллой, Т3 самца с короткими полупрозрачными ламеллами, окраска чёрно-оранжевая, с апикальной полосой на Т2 узкой медиально и резко расширенной по бокам.

## Таксономия
Вид был впервые описан в 1935 году итальянским энтомологом Antonio Giordani Soika (1913—1997) под названием Odynerus dictatorius Giordani Soika, 1935. Затем американский гименоптеролог Джеймс Карпентер (2009) переместил его в род Anterhynchium, а в 2012 году австрийский энтомолог Йозеф Гузенляйтнер (2012) включил в состав рода Knemodynerus. В состав рода Antodynerus перенесён в 2020 году в ходе ревизии, проведённой энтомологом Марко Селисом (Viterbo, Италия).